# 古桑库尔 (默兹省)
古桑库尔（法語：Goussaincourt，法語發音：[ɡusɛ̃kuʁ]）是法国默兹省的一个市镇，位于该省东南部，属于科梅尔西区。

## 地理
古桑库尔（48°29'6"N, 5°41'20"E）面积10.33 平方千米，位于法国大東部大區默兹省，该省份为法国西北部内陆省份，北与比利时接壤，西接马恩省和阿登省，南至上马恩省和孚日省，东临默尔特-摩泽尔省。
与古桑库尔接壤的市镇（或旧市镇、城区）包括：下武通、上武通、布里克塞-欧沙努瓦讷、比雷拉科特、索维尼、塔扬库尔、格勒。

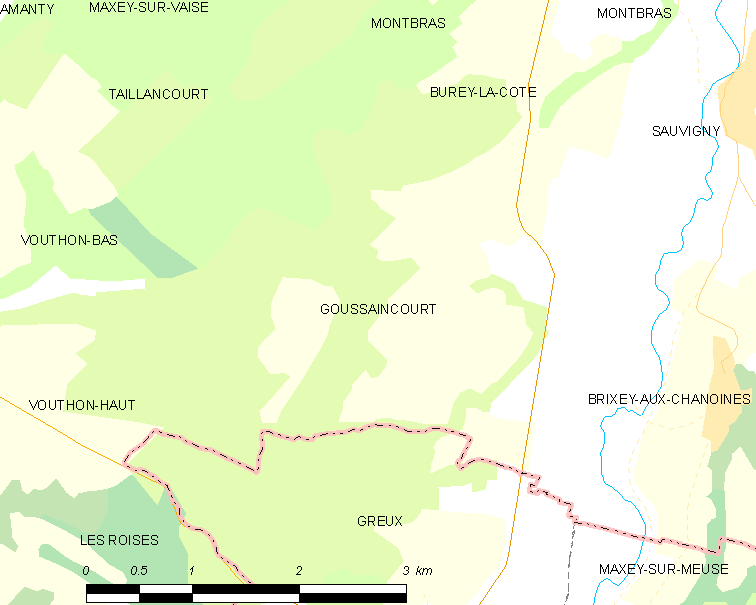
的OSM定位图

古桑库尔的时区为UTC+01:00、UTC+02:00（夏令时）。

## 行政
古桑库尔的邮政编码为55140，INSEE市镇编码为55217。

## 政治
古桑库尔所属的省级选区为沃库勒尔县。

## 人口

1962-2008年间人口变化图示

古桑库尔于2022年1月1日时的人口数量为118人。